# 오스만령 보스니아 헤르체고비나
오스만 제국의 보스니아 (처음에는 산자크, 그 다음에는 에얄레트)와 헤르체고비나 (또한 산자크, 그 다음에는 에얄레트)에 대한 통치 시대는 1463/1482년부터 1908년까지 지속되었다.

## 오스만 제국의 정복
오스만 제국의 보스니아 헤르체고비나 정복은 1384년에 시작되었고, 이후 오스만의 침공은 소위 보산스코 크라지슈테로 확대되었다. 보스니아 왕국은 1463년에 마침내 함락되었다. 헤르체고비나는 1482년에 투르크에게 함락되었다. 오늘날의 보스니아 서부 지역이 오스만 공격에 굴복하는 데는 한 세기가 더 걸렸다. 보스니아는 법적으로 왕실의 베리슬라비치 가문의 통치하에 있었고, 1527년 수도 야이체의 함락과 함께 마침내 함락되었다. 첫 점령 행정부는 같은 해에 수립되었다.
15세기 후반 오스만 제국의 정복 이후 상당수의 보스니아인들이 이슬람교로 개종하여 발칸 지역 내에서 독특한 특징을 가지게 되었다. 이러한 개종은 갑작스럽지 않고 오스만인들이 부과한 다양한 규칙에 기반한 점진적인 과정이었던 것으로 보인다. 무슬림의 수가 주류 종교가 되는 데는 백 년 이상이 걸렸다. 학자들 사이에서 일반적인 견해는 보스니아 인구의 이슬람화가 폭력적인 개종 방식의 결과가 아니라, 대부분 평화롭고 자발적이었다는 것이다.

## 오스만 통치
튀르크족은 1541년까지 슬라보니아와 헝가리의 대부분을 정복했다. 다음 세기 동안 보스니아 속주의 대부분은 국경 지대가 아니었고 상대적인 평화 속에서 발전했다. 그곳은 오스만 보스니아 에얄레트와 헤르체고비나 에얄레트에 의해 통치되었다.
그러나 오스만 제국이 1683년-1697년 오스트리아와의 전쟁에서 패배하고 카를로비츠 조약에서 슬라보니아와 헝가리를 오스트리아에 할양하면서, 보스니아의 북부와 서부 국경은 오스트리아 제국과 오스만 제국 간의 국경이 되었다.
1716년 오스트리아는 북부 보스니아와 북부 세르비아를 점령했지만, 이는 베오그라드 조약에서 오스만 제국에 다시 할양될 때까지 1739년까지만 지속되었다. 그 후 설정된 국경은 국경 전쟁이 계속되었음에도 불구하고 다음 세기 반 동안 유지되었다.
오스만 제국과 오스트리아 및 베네치아 간의 전쟁은 보스니아를 가난하게 만들고, 추가적인 이주와 재정착을 부추겼다. 헝가리와 슬라보니아에서 온 무슬림 난민들은 보스니아에 재정착하여 원주민 보슈냐크인 인구에 동화되었고, 한편 많은 동방 정교회 기독교인들은 주로 코소보 출신이었지만 세르비아와 보스니아 출신도 포함하여 오스트리아 황제의 초청으로 보스니아 국경을 넘어 슬라보니아와 군정국경지대에 재정착했다.
C. 프레이저가 영어로 번역한 오스트리아-러시아-튀르크 전쟁 (1735년-1739년)에 대한 오스만 무슬림 기록에 따르면, 보스니아 무슬림 여성들은 오스테르비치-아틱(Östroviç-i âtık) 요새 공성전에서 오스트리아 독일군에 맞서 "영웅의 용기"를 얻었기 때문에 전투에 참여했다. 보스니아 무슬림 여성과 남성은 오스테르비차티크 전투에서 사상자 중 일부였다. 보스니아 무슬림 여성들은 부진(Büzin) 요새 방어에 참여했다. 여성과 남성은 체틴(Çetin) 요새에서 오스트리아군에게 저항했다. 오스만 제국과 오스트리아 간의 전쟁에 대한 비오스만 기록에 따르면, 보스니아 여성들은 호전적이며 오스트리아 공격군에 대한 보스니아의 전투 성공에 역할을 했다고 여겨졌다. 예니 파자르, 이즈보르니크, 외스트로비치-아틱, 체틴, 부진, 그라디슈카, 바날루카는 오스트리아군에게 공격받았다. 한 프랑스 기록은 전쟁에서 싸운 보스니아 무슬림 여성들의 전투 용맹성을 묘사했다.
오스만 술탄들은 주로 국경 전쟁으로 인한 심각한 문제들을 해결하기 위해 19세기 초 다양한 경제 및 군사 개혁을 시도했다. 그러나 이러한 개혁들은 보통 보스니아의 군사 지휘관들의 저항에 부딪혔다.

1878년에 수천 명의 보슈냐크인이 독립을 추구하기 위해 들었던 보스니아 빌라예트의 깃발.

이러한 봉기 중 가장 유명한 것은 1831년-1832년에 후세인 그라다슈체비치 (보스니아의 용인 Zmaj od Bosne)가 주도한 것으로, 그는 수천 명의 보스니아 토착 병사들이 합류한 대규모 반란을 일으켰다. 몇 차례의 주목할 만한 승리를 거두었음에도 불구하고, 반란군은 1832년 사라예보 근처 전투에서 결국 패배했다. 내분은 반란 실패에 기여했는데, 이는 그라다슈체비치가 헤르체고비나 귀족 대부분의 지지를 받지 못했기 때문이다. 반란은 1850년까지 진압되었지만, 오스만 제국은 계속 쇠퇴했다.
오스만 통치는 1878년까지 400년 이상 지속되었지만, 명목상 보스니아-헤르체고비나는 1908년 공식적으로 오스트리아-헝가리의 일부가 될 때까지 오스만 영토로 남아 있었다(실질적인 효과적인 통치 없이).

## 통치 구조
오스만 통치 시기에는 보스니아에 많은 건축 투자가 이루어졌고, 사라예보와 모스타르를 포함한 많은 새로운 도시들이 건설되고 발전했다. 이는 주로 보슈냐크인들이 술탄과 투르크족의 눈에 높은 평가를 받았기 때문이다. 오스만 제국은 또한 튀르크족과 보슈냐크인 간의 긴밀한 관계를 장려했으며, 오스만 시대 동안 많은 튀르크족은 보슈냐크인에게 신뢰와 친족 관계를 느꼈다.

### 행정
현재의 보스니아 헤르체고비나 지역은 처음에 오스만 루멜리아 주 (베일레르베일리크)의 일부였으며, 보스니아(Bosna), 헤르체고비나(Hersek), 즈보르니크(İzvornik)의 세 산자크 (2단계 행정 단위)로 나뉘어 있었다. 1580년에 오스만 제국은 보스니아 에얄레트를 창설했으며, 이는 보스니아와 헤르체고비나 산자크 등으로 세분화되었다. 그들은 또한 소위 스파히 제도(실제로는 티마르 소유자 제도)를 도입하여 지방 행정과 농업을 변화시켰지만, 일반적으로 유럽의 봉건 제도의 봉읍과 유사한 체제였다.
이후 오스만 탄지마트 개혁의 일환으로, 이 지역은 보스니아 빌라예트가 되었으며, 현재의 보스니아 헤르체고비나 전체와 산자크 지역(당시 노비파자르 산자크), 세르비아와 몬테네그로의 일부를 포함했다.

### 종교
모든 보스니아 교회 신도들은 결국 이슬람교로 개종했다. 정확한 비율이나 개종이 자발적이었는지 여부, 또는 그 정도에 대해서는 상충되는 주장이 있다. 초기 튀르크족의 데프터가 보스니아 기독교인과 가톨릭 신자 또는 정교회 신자를 명확하게 구별했기 때문에, 오스만 통치 기간 동안 기독교 신자의 수는 주로 이슬람 개종자들로 인해 수백 명을 넘지 않았다는 것이 현재의 일반적인 합의이다.
오스만 통치는 보스니아 헤르체고비나의 민족적, 종교적 구성도 변화시켰다. 많은 가톨릭 보스니아인들은 헝가리 왕국의 대부분을 오스만이 정복한 후 합스부르크 오스트리아의 통제를 받던 크로아티아와, 헝가리 함락 후 베네치아 공화국의 통제를 받던 달마티아로 피난했다. 반대로, 크로아티아가 오스트리아-헝가리 통치를 받고 보스니아가 오스만 통치를 받던 수세기 동안, 북부와 서부에서 온 무슬림들이 보스니아로 이주하여 비하치 주변의 북서부 모퉁이에 무슬림 집중 지역을 형성했다. 오스만 시대에는 보스니아, 주로 사라예보에서 세파르딤 유대인 공동체도 발전했다. 세파르딤 유대인들은 15세기 말 가톨릭 스페인에서 박해를 받고 추방되었으며, 많은 이들이 오스만 제국이 다른 종교(특히 책의 사람들에게)에 대한 관용을 베풀었기 때문에 주로 이스탄불과 그 주변에 재정착했다. 최초의 시나고그는 1581년에 사라예보에 건설되었다.

### 과세
오스만 시대 동안, 기독교인들은 오스만 당국에 의해 "딤미"로 취급되었지만, 그 외에는 무슬림 신민과 동일한 제한을 받았다. 딤미는 군대에 입대할 필요는 없었지만, 지즈야(보스니아에서는 glavarina)라는 특별세를 납부했다.
오스만 통치 기간 동안, 정교회든 가톨릭이든 기독교인 부모의 많은 자녀들이 가족과 헤어져 예니체리 군단의 일원으로 길러졌다(이 관행은 데브시르메 제도, 'devşirmek'은 '모으다' 또는 '모집하다'를 의미함). 그러나 이 관행은 이 지역 대부분의 사람들에게 심하게 반감을 샀다. 이는 예니체리가 오스만 사회에서 매우 높은 지위를 가졌기 때문이다. 그들의 교육(그들은 예술, 과학, 수학, 시, 문학, 그리고 아랍어, 보스니아어, 크로아티아어, 세르비아어, 그리스어, 튀르키예어와 같이 오스만 제국에서 사용되는 많은 언어를 배웠기 때문) 덕분에, 예니체리들은 쉽게 총독이나 심지어 대재상의 자리까지 올라갈 수 있었다.

## Literature
- Bataković, Dušan T. (1996). 《The Serbs of Bosnia & Herzegovina: History and Politics》. Dialogue Association. ISBN 9782911527104.
- Markus Koller and Kemal H. Karpat, Ottoman Bosnia: A History in Peril, University of Wisconsin Press (2004) ISBN 0-299-20714-5
- Matija Mazuranic, A Glance into Ottoman Bosnia, Saqi Books (2007).